# ルイーゼ・アドルファ・ル・ボー
ルイーゼ・アドルファ・ル・ボー（Luise Adolpha Le Beau, *1850年4月25日 ラシュタット – †1927年7月17日 バーデン＝バーデン）は、ドイツ後期ロマン派音楽の女性作曲家・ピアニスト。

## 略歴
バーデン大公国領のラシュタットにおいて、将校だった父親ヴィルヘルム・ル・ボーと母親カロリーネ・バラックの一人娘として生まれる。バーデン君主付きの少将として父ヴィルヘルムが引退してから、両親は娘に一般教育を受けさせるようになる。ルイーゼは、音楽家でもあって作曲も嗜んだ父親に、5歳の時からピアノ教育を受けており、16歳で私立の女学校の修了試験を突破して一般教育を終えると、その後は音楽に没頭した。
1865年の復活祭に堅信を施された後、1866年にカールスルーエで宮廷楽長のヴィルヘルム・カリヴォダにピアノの指導を受け、さらにアントン・ハイツィンガーの下で声楽を学習した。早くも1年後にはピアニストとして初舞台を踏み、1868年には、ベートーヴェンの《「皇帝」協奏曲》とメンデルスゾーンの《ト短調協奏曲》をカールスルーエで上演した。1870年にフランツ・ラハナーやアントン・ルビンシテインと交流している。1873年にバーデン＝バーデンでクララ・シューマンにピアノの指導を願い出て、その下でひと夏を研修に費やした。1874年2月には、演奏旅行の契約を結んでオランダの5都市を廻り、ユトレヒトを駆け出しに、アーネムとロッテルダムを経てデン・ハーグに入り、最後にアムステルダムを訪れた。
その間ル・ボー家はミュンヘンに転居している。ルイーゼが、ヨーゼフ・ラインベルガーに門弟として受け入れてもらうことができるように、ピアニストで指揮者のハンス・フォン・ビューローから推薦状を与えられたからだった。結局は、対位法と和声法・楽式論をエルンスト・メルヒオル・ザックスに師事し、さらにフランツ・ラハナーに自作の多くを検討してもらっている。1876年になってラインベルガーの個人指導を受けることができた。
1877年に、声楽家のアリャイヤ・オルゲーニや弦楽奏者のバルタ・ハフトとともにバイエルン王国の諸都市で演奏旅行を行ない、自作を上演した。さらに1878年には、音楽評論家としても活動し、ベルリンの「ドイツ音楽報知新聞（Allgemeine Deutsche Musik-Zeitung）」の批評欄を担当している。同年ル・ボーは、「教育された女子のための私設音楽教室（Privatmusikkurs für Musik und Theorie für Töchter gebildeter Stände）」を開設した。おまけに、ベルリオーズやワーグナー、ショパン、シューマンといった作曲家の学習に没頭してラインベルガーからどんどん自立し、とどのつまりが1880年には師弟関係を断ち切っている。
1882年の夏に、独唱者と合唱、管弦楽のための聖書の情景《ルツ（Ruth - Biblische Szenen für Soli, Chor und Orchester）》作品27を書き上げている。同作は、ライプツィヒの出版社クリスティアン・フリードリヒ・カーントより出版され、1883年3月5日にミュンヘンで初演された。同年ル・ボーはフランツ・リストをヴァイマルに訪ねており、《ピアノ四重奏曲》作品28がライプツィヒのゲヴァントハウスにおいて初演された。
1884年に女性作家のルイーゼ・ヒッツ（Luise Hitz）と知り合い、そのいくつかの詩に曲付けをした。同年ザルツブルクやウィーンを訪れ、エドゥアルト・ハンスリックやヨハネス・ブラームスらと親交を結んでいる。さらにザルツブルク・モーツァルテウム音楽院の教員に就任した。1885年までのミュンヘン時代は、ル・ボーにとって最も実り豊かな時期であった。例えば《チェロ・ソナタ》作品17は、作曲コンクールで優勝したほどである。1885年にル・ボー家はヴィーズバーデンに転居する。ここでも2･3の作品が初演されている。作曲活動の傍ら、音楽理論や声楽の指導を行なった。
ル・ボー家は、1890年に首尾よく新たにベルリンに引っ越した。ベルリンでルイーゼは、プロイセン王立図書館で学習する好機に恵まれ、後に同図書館に自作の保管を委ねている。また、ヴォルデマール・バルギールやヨーゼフ・ヨアヒム、フィリップ・シュピッタらと接触している。
最終的にル・ボー家は、1893年にバーデン＝バーデンに再転出する。同年11月19日に、独唱者と合唱、管弦楽のための《ハドゥモツ（Hadumoth für Soli, Chor und Orchester）》作品40が同地で初演された。その後数年間に数々の作品が成立しており、中でも《大管弦楽のための交響曲（Sinfonie für großes Orchester）》作品41は、1895年にバーデン＝バーデンで初演された。
1896年に父ヴィルヘルムが脳卒中のために世を去ると、その後ルイーズは、要介護の、ほとんど盲目の母親と二人きりでバーデン＝バーデンに暮らした。1897年の夏に総譜作りが完了した交響詩《蚤の水浴び（Flohenbaden）》は、翌1898年2月25日にバーデン＝バーデン交響楽演奏会において初演された。1900年には母親にも先立たれている。室内楽の最後の大作となった《弦楽五重奏曲》作品54は、1901年に初演はされたが、出版はされなかった。1902年に成立した唯一の歌劇《魔法にかけられたカリフ（Der verzauberte Kalif）》作品55は、ヴィルヘルム・ハウフの原作の自由な翻案によるメルヘン・オペラであり、両親の墓前に捧げられている。さらに、作品56から作品65aまでの作品群（ピアノ曲、歌曲、合唱曲）も来たる数年間に産み出された。
1902年にローマを訪れ、声楽家のアルフレード・デ・ジョルジォと知り合う。1906年から1910年まで再三再四イタリアに逗留した。1910年には自叙伝『ある女性作曲家の人生経験（ドイツ語: Lebenserinnerungen einer Komponistin）』を執筆した。旅行や指導、作曲、演奏活動に彩られた最晩年を迎えたが、さらに、『バーデン湯治場新聞（Badener Badeblatt）』の音楽評論家として健筆を奮った。
1927年7月17日にバーデン＝バーデンにおいて、77歳で世を去った。両親の眠る市営墓地に埋葬されている。ルイーゼの遺功を記念して、バーデン＝バーデンの音楽図書館は、ルイーゼ・アドルファ・ル・ボー図書館と名付けられており、2004年7月23日には、リヒテナーレ通り（Lichtenaler Straße）46番街に記念碑が建てられた。

## 主要作品一覧

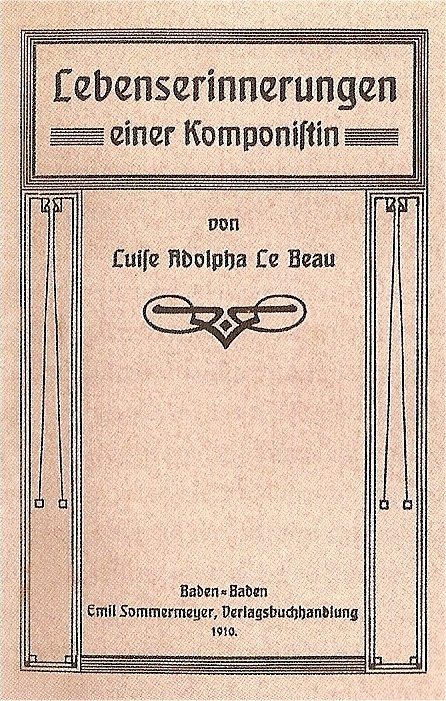
ルイーゼ・アドルファ・ル・ボーの回想録『ある女性作曲家の人生経験（Lebenserinnerungen einer Komponistin）』の初版（1910年、バーデン＝バーデン刊）

### 作曲
:
- A piano sonata (1879)
- A violin sonata, op. 10 (1882)[2]
- Piano trio in D minor, op. 15 (1877)[3]
- Cello sonata in D, op. 17 (by 1882)[4]
- Drei Stücke (3 Pieces) for viola and piano, op. 26 (1881)
- Piano quartet, op. 28[5]
- String quartet, op. 34 in G minor (1885)[6]
- Symphony, op. 41 in F minor (1894)[7]
- String quintet, op. 54[8]

### 著作
- Luise Adolpha Le Beau, Ulrike Brigitte Keil (Hrsg.): Lebenserinnerungen einer Komponistin. Reprint. Verlag Willi Bauer, Gaggenau 1999. ISBN 3-00-004321-7.

## 家系
父親はフランス系ドイツ人の軍人の出自であった。父方のおじアウグスト・ル・ボーはオーストリア＝ハンガリー帝国軍の将軍であり、その娘ヴィルヘルミーネ（作曲家ルイーゼにとっては従姉妹）は、オーストリア陸軍参謀総長フランツ・コンラート・フォン・ヘッツェンドルフの先妻だった。